# Шомоштелник (Муреш)
Шомоштелник (рум. Șomoștelnic) насеље је у Румунији у округу Муреш у општини Мика. Oпштина се налази на надморској висини од 337 m.

## Становништво
Према подацима из 2002. године у насељу је живело 306 становника.

### Попис2002.
| Расподела становништва по националности 2002.‍ | Расподела становништва по националности 2002.‍ | Расподела становништва по националности 2002.‍ | Расподела становништва по националности 2002.‍ | Расподела становништва по националности 2002.‍ |
| --------------------------------------------- | --------------------------------------------- | --------------------------------------------- | --------------------------------------------- | --------------------------------------------- |
|                                               |                                               |                                               |                                               |                                               |
| Румуни                                        | Румуни                                        |                                               | 275                                           | 89,9%                                         |
| Мађари                                        | Мађари                                        |                                               | 5                                             | 1,6%                                          |
| Роми                                          | Роми                                          |                                               | 26                                            | 8,5%                                          |